# Irabatha immaculata
Irabatha immaculata là một loài tò vò trong họ Ichneumonidae.